# Nils-Hugo Hallenborg
Nils-Hugo Lennart Hallenborg, född 17 juli 1919, död 2 april 1989, var en svensk industriman.
Efter civilekonomexamen vid Handelshögskolan i Göteborg 1944 anställdes Hallenborg samma år vid Kockums Mekaniska Verkstads AB i Malmö, där han blev vice verkställande direktör 1964 och verkställande direktör 1968. Han var bland annat ordförande i Kockums Industrier AB, Rederi AB Malmoil, vice ordförande i Karlskronavarvet AB, styrelseledamot Uddcomb Sweden AB, ordförande i Sveriges varvsindustriförening 1971–74, vice ordförande från 1975, styrelseordf LKAB. Han blev teknologie hedersdoktor i Lund 1978.